# Kung Čen
Kung Čen (čínsky pchin-jinem Gŏng Zhēn, znaky zjednodušené 巩珍, tradiční 鞏珍) byl Číňan, jeden z účastníků plaveb Čeng Chea vypravených v první třetině 15. století vládou říše Ming do Indického oceánu. O plavbách napsal knihu.

## Život
Narodil se nedaleko Nankingu v dnešní čínské provincii Ťiang-su ve vojenské rodině, data narození a úmrtí nejsou známa. Poprvé je připomínán jako jeden z poradců císaře Süan-teho, roku 1431 se stal sekretářem Čeng Chea.
Doprovázel Čeng Chea na jeho sedmé plavbě v letech 1431–1433. Působil jako jeho poradce a překladatel. O plavbě si vedl deník, který zpracoval do díla Zápisky o barbarských zemích v Západním oceánu (čínsky v českém přepisu Si-jang fan-kuo č', pchin-jinem Xīyáng fān guó zhì, znaky zjednodušené 西洋番国志, tradiční 西洋番國誌) vydaného roku 1434.